# Liste d'élections en 1962
Chronologie des élections
- 1958
- 1959
- 1960
- 1961
- 1962
- 1963
- 1964
- 1965
- 1966

Cette liste recense les élections organisées durant l'année 1962. Elle inclut les élections législatives et présidentielles nationales dans les États souverains, ainsi que les principaux référendums.
C'est la période de la décolonisation. Les accords d'Évian, approuvés par référendum par les citoyens français en avril, permettent aux Algériens d'accéder à l'indépendance par référendum en juillet. Dans l'Empire colonial britannique, la victoire des nationalistes aux élections législatives à Malte en février aboutit à l'indépendance de ce pays deux ans plus tard. En Jamaïque et en Ouganda, les élections législatives du mois d'avril mettent en place le gouvernement qui conduit ces deux colonies à l'indépendance, respectivement en août et en octobre. En Rhodésie du Nord, la victoire des indépendantistes noirs aux élections législatives en octobre marque également une étape majeure vers l'indépendance, acquise en 1964.
Parmi les États démocratiques pleinement indépendants, seul le Costa Rica connaît une alternance au pouvoir par le biais d'élections en 1962, avec la victoire de la gauche à l'élection présidentielle en février. Ailleurs, les scrutins aboutissent à la reconduction des gouvernements sortants, parfois avec des ajustements des coalitions au pouvoir. En France, le référendum du mois d'octobre marque toutefois un tournant important, avec l'approbation par les citoyens d'une réforme permettant l'élection du président de la République au suffrage universel direct.
En 1962, de nombreux pays organisent des élections sous un régime à parti unique. C'est le cas dans les pays du bloc communiste : en Bulgarie (février), en URSS (mars), en Albanie (juin) et en Corée du Nord (octobre), aucune candidature d'opposition au régime communiste n'est possible. Neuf ans après la mort de Josef Staline, les régimes stalinistes et anti-révisionnistes en Albanie et en Corée du Nord revendiquent un taux d'approbation populaire de 100 % pour le gouvernement, et un taux de participation de 100 %. L'Afrique des États nouvellement indépendants compte également des régimes à parti unique : C'est le cas avec le FLN nationaliste en Algérie (septembre), ainsi qu'avec  le Parti progressiste (panafricaniste) au Tchad (mars). Parmi les dictatures qui organisent des semblants d'élections cette année, la dictature militaire de droite au Salvador orchestre une élection présidentielle à candidat unique en avril, tandis que le parti Sangkum de Norodom Sihanouk écarte par l'intimidation toute opposition en amont des législatives du mois de juin au Cambodge.
À l'inverse, les élections législatives et présidentielle multipartites en République dominicaine en décembre marquent l'émergence très temporaire de la démocratie dans ce pays, à l'issue d'une période de dictature particulièrement brutale. L'écrivain progressiste Juan Bosch (centre-gauche) y est élu président de la République, avant d'être chassé du pouvoir par l'armée sept mois plus tard.

## Par mois

### Janvier
| Date             | Pays     | Élections      | Contexte                                                                  | Résultats |
| ---------------- | -------- | -------------- | ------------------------------------------------------------------------- | --- |
| 15 et 16 janvier | Finlande | Présidentielle | Les citoyens élisent un collège électoral, qui élit ensuite le président. | Les partis qui soutiennent la candidature du président sortant Urho Kekkonen (Ligue agraire : centriste, agrarienne) remportent la majorité relative des sièges du collège électoral. Ces derniers le réélisent président avec 66,3 % des voix, face à trois autres candidats. |

### Février
| Date             | Pays       | Élections                      | Contexte | Résultats |
| ---------------- | ---------- | ------------------------------ | --- | --- |
| 4 février        | Costa Rica | Législatives et présidentielle | | Alternance. Le Parti de la libération nationale (socialiste), qui disposait d'une majorité relative des sièges au Parlement, y remporte cette fois de justesse la majorité absolue. Le président de la République sortante Otilio Ulate Blanco (Parti d'union nationale : conservateur, chrétien-démocrate) est largement battu, terminant troisième à l'élection présidentielle avec 13,5 % des voix. Francisco Orlich Bolmarcich (PLN) est élu président avec 50,3 % des voix. |
| 4 et 5 février   | Finlande   | Législatives                   | | La Ligue agraire (centriste, agrarienne) obtient de peu la majorité relative, avec un quart des sièges. Son dirigeant Ahti Karjalainen devient premier ministre à la tête d'un gouvernement de coalition majoritaire de centre-droit. |
| 17 au 19 février | Malte      | Législatives                   | Malte à cette date est une colonie autonome de l'Empire britannique. | Alternance. Le Parti nationaliste (chrétien-démocrate, libéral-conservateur, pro-indépendance) remporte exactement la moitié des sièges. George Borg Olivier (Parti nationaliste) devient premier ministre. Il demande l'indépendance, que Malte obtient en 1964. |
| 19 au 25 février | Inde       | Législatives                   | | Le parti Congrès national indien (socialiste, laïc) conserve une large majorité absolue des sièges. Jawaharlal Nehru demeure premier ministre. |
| 25 février       | Bulgarie   | Législatives                   | La Bulgarie à cette date est un État à coalition unique. Seul le Front patriotique, dominé par le Parti communiste, est autorisé à présenter des candidats, que les citoyens sont invités à approuver. | Les candidats du Front recueillent officiellement 99,9 % de suffrages favorables. Todor Jivkov devient premier ministre. |

### Mars
| Date    | Pays          | Élections    | Contexte | Résultats |
| ------- | ------------- | ------------ | --- | --- |
| 4 mars  | Tchad         | Législatives | Premières élections depuis l'indépendance du pays en 1960. En amont de ce scrutin, le Tchad devient constitutionnellement un État à parti unique. | Seul parti autorisé à présenter des candidats, le Parti progressiste (panafricaniste) remporte tous les sièges, avec officiellement un taux d'approbation de 99,6 %. |
| 18 mars | Argentine     | Législatives | Le Parti justicialiste de Juan Perón demeure interdit. Les péronistes soutiennent le parti Union populaire (nationalisme de gauche). | Parlement sans majorité. L'Union civique radicale intransigeante (social-libérale), parti du président Arturo Frondizi, perd sa majorité absolue mais conserve la majorité relative, avec quelque 40 % des sièges. L'Union populaire termine troisième. Sous la pression de l'armée, le président Frondizi annule l'élection des candidats péronistes. Malgré cela, le 28 mars, l'armée renverse le gouvernement, et annule intégralement le résultat de ces élections. |
| 18 mars | Colombie      | Législatives | C'est la période du Front national. Cet accord, qui a mis fin à la guerre civile, octroie par avance la moitié des sièges au Parti conservateur, et la moitié au Parti libéral. Les autres partis (notamment le Parti communiste) ne sont plus autorisés à participer aux élections, à moins de pouvoir présenter des candidats sous l'étiquette d'un des deux grands partis. Les élections deviennent une compétition entre les différentes factions des deux partis qui se partagent le pouvoir. | Comme prévu par l'accord, les conservateurs et les libéraux obtiennent chacun la moitié des sièges dans les deux chambres. Une élection présidentielle a lieu en mai. |
| 18 mars | URSS          | Législatives | L'URSS est un État à parti unique. Les citoyens sont appelés à approuver les candidats proposés par le Parti communiste et par les organisations de masse qui lui sont liés. | Les candidats sont élus avec un taux d'approbation d'ensemble de 99,5 %. Nikita Khrouchtchev, premier secrétaire du Parti, demeure premier ministre. |
| 25 mars | Liechtenstein | Législatives | | Le gouvernement de coalition composé du Parti progressiste des citoyens (national-conservateur) et de l'Union patriotique (chrétienne-démocrate) conserve la totalité des sièges. Le PPC devance d'un siège l'Union patriotique, jusque-là majoritaire. Gerard Batliner (PPC) devient premier ministre. |

### Avril
| Date     | Pays                   | Élections      | Contexte | Résultats |
| -------- | ---------------------- | -------------- | --- | --- |
| 8 avril  | France                 | Référendum     | Les citoyens sont invités à approuver ou rejeter un projet de loi accordant au président de la République tous pouvoirs pour mettre en œuvre les accords d'Évian, et mettre ainsi fin à la guerre d'Algérie. | La proposition est approuvée par 90,8 % des votants. En conséquence, le 1er juillet, les Algériens sont appelés par référendum à voter pour ou contre l'indépendance. |
| 10 avril | Jamaïque               | Législatives   | Ces élections préparent cette colonie britannique à l'indépendance. | Alternance. Le Parti travailliste (conservateur) remporte la majorité absolue des sièges. Alexander Bustamante, précédemment au pouvoir de 1953 à 1955, devient premier ministre. La Jamaïque obtient son indépendance le 6 août.                                                                       |
| 25 avril | Ouganda                | Législatives   | Ces élections préparent cette colonie britannique à l'indépendance. | Le parti Congrès du peuple (socialisme africain) conserve sa majorité relative des sièges. Milton Obote (Congrès du peuple) devient premier ministre, avec l'appui du parti Kabaka Yekka (conservateur, favorable à l'autonomie du district Bouganda). L'Ouganda obtient son indépendance le 9 octobre. |
| 27 avril | Rhodésie et Nyassaland | Législatives   | La fédération à cette date est en déliquescence, ses différents territoires membres souhaitant leur indépendance. Les partis d'opposition boycottent le scrutin.                                             | Le Parti fédéral unifié (conservateur) accroît sa majorité absolue, remportant presque tous les sièges. Roy Welensky demeure premier ministre. La fédération est formellement dissoute en décembre 1963.                                                                                                |
| 30 avril | Salvador               | Présidentielle | Le Salvador à cette date est une dictature militaire. | Le colonel Julio Adalberto Rivera Carballo (Parti de la conciliation nationale : droite, lié de près aux forces armées), seul candidat, est automatiquement élu avec 100 % des voix. |

### Mai
| Date         | Pays         | Élections      | Contexte | Résultats |
| ------------ | ------------ | -------------- | --- | --- |
| 6 mai        | Colombie     | Présidentielle | C'est la période du Front national. Cet accord, qui a mis fin à la guerre civile, prévoit que le Parti conservateur et le Parti libéral puissent alterner à la présidence. En 1962, la présidence doit revenir au Parti conservateur, qui présente deux candidats et invite les citoyens à les départager. Deux autres candidats, dont Alfonso López Michelsen du Parti libéral, se présentent également mais les bulletins en leur nom sont déclarés nuls par la Cour électorale. | Guillermo León Valencia (Parti conservateur) est élu. Il obtient 62,1 % des suffrages réels, et officiellement 84,1 % après annulation des suffrages obtenus par les candidats non-conservateurs. |
| 22 au 31 mai | Gambie       | Législatives   | Ces élections s'inscrivent dans un processus d'autonomie de cette colonie britannique, en amont de l'indépendance. | Alternance. Le Parti progressiste populaire (centriste, agrarien) remporte la majorité absolue des sièges élus par le peuple, mais ne dispose que d'une majorité relative à l'assemblée législative, où certains membres sont nommés par des chefs autochtones ou par le gouverneur colonial. Dawda Jawara (PPP) devient premier ministre, et mène le pays à l'indépendance en 1965. |
| mai          | Sierra Leone | Législatives   | Premières élections après l'indépendance du pays en 1961. | Parlement sans majorité. Le Parti du peuple (centre-gauche) conserve une majorité relative amoindrie des sièges. Milton Margai (Parti du peuple) demeure premier ministre. |

### Juin
| Date    | Pays     | Élections      | Contexte | Résultats |
| ------- | -------- | -------------- | --- | --- |
| 3 juin  | Albanie  | Législatives   | L'Albanie à cette date est un État à parti unique. Seul le Front démocratique (fédération des organisations de masse liés au Parti du travail (maoïste, anti-révisionniste)) est autorisé à présenter des candidats, que les citoyens sont invités à approuver.                                     | Les candidats du Front recueillent officiellement 100 % de suffrages favorables (ou très exactement 99,996 %), et conservent tous les sièges. Le taux de participation est officiellement de 100 %. Mehmet Shehu demeure premier ministre. |
| 3 juin  | Équateur | Législatives   | | Parlement sans majorité. Le parti Action civique chrétienne termine en tête. |
| 4 juin  | Bolivie  | Législatives   | | Le Mouvement nationaliste révolutionnaire (gauche) conserve sa large majorité absolue des sièges aux deux chambres du Congrès. |
| 10 juin | Cambodge | Législatives   | Durement réprimé par les autorités et ouvertement menacé par le gouvernement, le Pracheachon (communiste) renonce à présenter des candidats. Le Sangkum (nationaliste, conservateur, socialiste) est donc seul en lice. Le Cambodge à cette date est de facto un régime autoritaire à parti unique. | Le Sangkum remporte automatiquement tous les sièges. Le prince Norodom Sihanouk demeure premier ministre (et conjointement chef de l'État). |
| 10 juin | Pérou    | Présidentielle | | Víctor Raúl Haya de la Torre (Alliance populaire révolutionnaire américaine : centre-gauche) termine en tête avec 33,0 % des voix, devant six autres candidats. Aucun candidat n'ayant toutefois dépassé le seuil du tiers des suffrages exprimés, il n'y a pas de vainqueur. L'armée affirme que des cas de fraude électorale ont eu lieu dans certains districts, et annule les résultats par un coup d'État le 18 juillet. Une nouvelle élection a lieu en juin 1963. |
| 18 juin | Canada   | Législatives   | Les autochtones canadiens ont le droit de vote pour la première fois. | Parlement sans majorité. Le Parti progressiste-conservateur perd sa majorité absolue des sièges, mais conserve la majorité relative. John Diefenbaker demeure premier ministre. |

### Juillet
| Date        | Pays              | Élections  | Contexte | Résultats |
| ----------- | ----------------- | ---------- | --- | --- |
| 1er juillet | Algérie française | Référendum | En application des accords d'Évian qui ont mis fin à la guerre d'Algérie, les citoyens sont invités à voter pour ou contre l'indépendance. | Le « oui » à l'indépendance est approuvé par 99,7 % des votants. L'Algérie devient formellement indépendante le 3 juillet. Des élections ont lieu en septembre, pour former une assemblée constituante. |

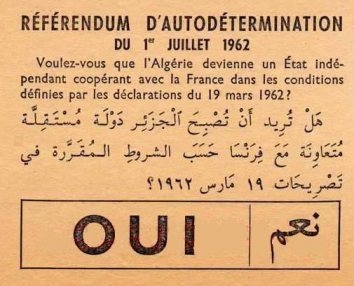
Bulletin « oui » pour le référendum d'indépendance algérien du 1er juillet.

### Août
Il n'y a pas d'élection nationale en août 1962.

### Septembre
| Date          | Pays      | Élections  | Contexte | Résultats |
| ------------- | --------- | ---------- | --- | --- |
| 1er septembre | Singapour | Référendum | Le référendum est organisé par le gouvernement, dirigé par le Parti d'action populaire (conservateur). Il est demandé aux citoyens de choisir entre trois modalités d'intégration à la fédération de Malaisie. Il n'est pas possible de voter contre l'intégration. Le Front socialiste, opposé à l'intégration, appelle au vote blanc. | L'option d'une intégration avec rétention d'une autonomie maximale remporte 95,8 % des suffrages exprimés. Le vote blanc atteint néanmoins 25,5 %. Singapour intègre la Malaisie le 16 septembre 1963. |
| 28 septembre  | Algérie   | Référendum | Premières élections après l'indépendance du pays en juillet. Il s'agit d'élire une assemblée constituante avec un mandat d'un an. Le scrutin se déroule sous un régime à parti unique. Les citoyens sont appelés à approuver ou rejeter la liste unique de candidats proposés par les autorités.                                        | Les candidats du Front de libération nationale (nationaliste, socialiste) sont approuvés officiellement par 99,7 % des votants.                                                                        |

### Octobre
| Date       | Pays             | Élections    | Contexte | Résultats |
| ---------- | ---------------- | ------------ | --- | --- |
| 7 octobre  | Brésil           | Législatives | | Parlement sans majorité. Le Parti social démocratique (conservateur, centre-droit) termine en tête, avec un peu moins d'un cinquième des sièges à la Chambre des députés et un tiers des sièges au Sénat. |
| 8 octobre  | Corée du Nord    | Législatives | La Corée du Nord est un État à coalition unique. Seuls les partis membres de la coalition Front démocratique pour la réunification de la patrie sont autorisés. Le Front présente un candidat unique par circonscription, que les électeurs sont invités à approuver.                                                                               | Le Parti du travail de Corée (marxiste-léniniste) conserve la quasi-totalité des sièges, les autres revenant à des partis-satellites au sein de la 'coalition'. Officiellement, les candidats sont tous approuvés avec 100 % de suffrages favorables (soit légèrement plus que lors des élections de 1957). Les autorités affirment également que le taux de participation est de 100 %. Kim Il-sung, président du comité central du Parti du travail, demeure premier ministre.                                                  |
| 28 octobre | France           | Référendum   | À l'initiative du président Charles de Gaulle, et malgré l'opposition du Parlement et du Conseil constitutionnel, le référendum invite les citoyens à approuver ou rejeter une proposition de révision constitutionnelle, afin que le président de la République soit désormais élu au suffrage universel direct.                                   | La proposition est approuvée par 62,3 % des votants. |
| 30 octobre | Rhodésie du Nord | Législatives | La Rhodésie du Nord à cette date est une colonie britannique partiellement autonome, membre de la fédération de Rhodésie et du Nyassaland. Un tiers des sièges est réservé aux électeurs inscrits sur une liste au suffrage censitaire, très majoritairement blancs. Les deux autres tiers sont élus presque exclusivement par des électeurs noirs. | Alternance. Le Parti fédéral unifié (conservateur, représentant les intérêts de la minorité blanche) perd sa majorité absolue des sièges, mais conserve la majorité relative, devançant de peu le Parti national unifié pour l'indépendance (UNIP ; socialisme africain). Le parti Congrès national africain s'allie au UNIP, lui conférant une majorité. Le gouvernement est toujours dirigé par les autorités coloniales britanniques, mais la plupart des ministères sont distribués à des membres (noirs) de ces deux partis. |

### Novembre
| Date              | Pays       | Élections    | Contexte | Résultats |
| ----------------- | ---------- | ------------ | --- | --- |
| 1er novembre      | Tanganyika | Législatives | Premières élections après l'indépendance du pays en 1961. | Le premier ministre sortant Julius Nyerere (Union nationale africaine : socialisme africain, ujamaa) est élu président de la République avec 99,2 % des voix, face à un unique adversaire (Zuberi Mtemvu). Un mois plus tard, le Tanganyika devient officiellement un État à parti unique. |
| 6 novembre        | États-Unis | Législatives | Élections de mi-mandat, durant la présidence de John F. Kennedy. | Le Parti démocrate (centre-gauche) conserve sa majorité absolue des sièges aux deux chambres du Congrès. |
| 18 novembre       | Autriche   | Législatives | | Le Parti populaire (ÖVP, chrétien-démocrate) conserve sa majorité relative des sièges. Alfons Gorbach (ÖVP) demeure chancelier, et maintient son gouvernement de coalition avec le Parti socialiste (SPÖ).                                                                                 |
| 18 et 25 novembre | France     | Législatives | Le gouvernement du premier ministre Georges Pompidou (Union pour la nouvelle République : gaulliste) ayant été destitué par une motion de censure à l'Assemblée nationale, l'Assemblée a été dissoute par le président Charles de Gaulle, entraînant des élections législatives anticipées. | L'alliance de l'UNR, de l'Union démocratique du travail (gaullistes de centre-gauche) et des Républicains indépendants (libéraux-conservateurs) remporte la majorité absolue des sièges. Georges Pompidou re-devient premier ministre.                                                     |
| 24 et 25 novembre | Jordanie   | Législatives | Les partis politiques ne sont pas autorisés. | Tous les députés sont élus sans étiquette. Wasfi Tall demeure premier ministre. |
| 25 novembre       | Uruguay    | Législatives | | Congrès sans majorité. Le Parti national (droite) perd sa majorité absolue des sièges aux deux chambres du Congrès, mais y conserve la majorité relative. |
| 25 novembre       | Uruguay    | Référendum   | Les citoyens sont invités à approuver ou rejeter une proposition de réforme constitutionnelle adoptée par le Congrès. Il s'agirait d'abroger la présidence collégiale du pays, et de rétablir un régime présidentiel.                                                                       | La proposition est rejetée par 83,3 % des votants. |

### Décembre
| Date        | Pays                   | Élections                      | Contexte | Résultats |
| ----------- | ---------------------- | ------------------------------ | --- | --- |
| 7 décembre  | Maroc                  | Référendum                     | Six ans après l'indépendance du pays, un projet de Constitution est soumis à l'approbation du peuple. Il prévoit notamment la création d'un parlement. | Le projet est approuvé par 97 % des votants. Les premières élections législatives ont lieu l'année suivante. |
| 14 décembre | Rhodésie du Sud        | Législatives                   | La Rhodésie du Sud à cette date est une colonie britannique autonome, où l'essentiel du pouvoir politique est réservé à la minorité blanche. La colonie fait partie de la fédération de Rhodésie et du Nyassaland. Lors de ce scrutin, le Parti fédéral unifié (centre-droit, au pouvoir) prône un maintien de la fédération, et un début d'intégration des noirs au gouvernement. Le Front rhodésien (droite à extrême-droite) défend les positions inverses. Le suffrage censitaire s'applique, bien que les personnes pauvres mais éduquées aient également le droit de vote. Ces mesures visent à priver la plupart des noirs du droit de voter. | Alternance. Le Front rhodésien remporte la majorité absolue des sièges. Winston Field devient premier ministre. La fédération de Rhodésie et du Nyassaland est dissoute l'année suivante. |
| 20 décembre | République dominicaine | Législatives et présidentielle | L'assassinat du dictateur Rafael Trujillo en mai 1961 met fin à une dictature particulièrement brutale, et entraîne une transition démocratique. Ces élections de 1962 sont les premières élections démocratiques de l'histoire du pays. | Le Parti révolutionnaire (centre-gauche : libéral, progressiste, laïc) remporte la majorité absolue des sièges au Congrès. Son candidat Juan Bosch est élu président de la République avec 59,5 % des voix, face à cinq autres candidats. Il est renversé par un coup d'État militaire sept mois plus tard. |